# Guará (District fédéral)
Guará est une région administrative du District fédéral au Brésil.

## Sport
Entre 1964 et 2009, Guará disposait de son propre stade national, le Stade Edson Arantes do Nascimento, qui accueillait la principale équipe de football de la municipalité, le CEUB.